# 25 august
ianuarie • februarie • martie  • aprilie  • mai  • iunie  • iulie  • august  • septembrie  • octombrie  • noiembrie  • decembrie
25 august este a 237-a zi a calendarului gregorian și a 238-a zi în anii bisecți. Mai sunt 128 de zile până la sfârșitul anului.

## Evenimente

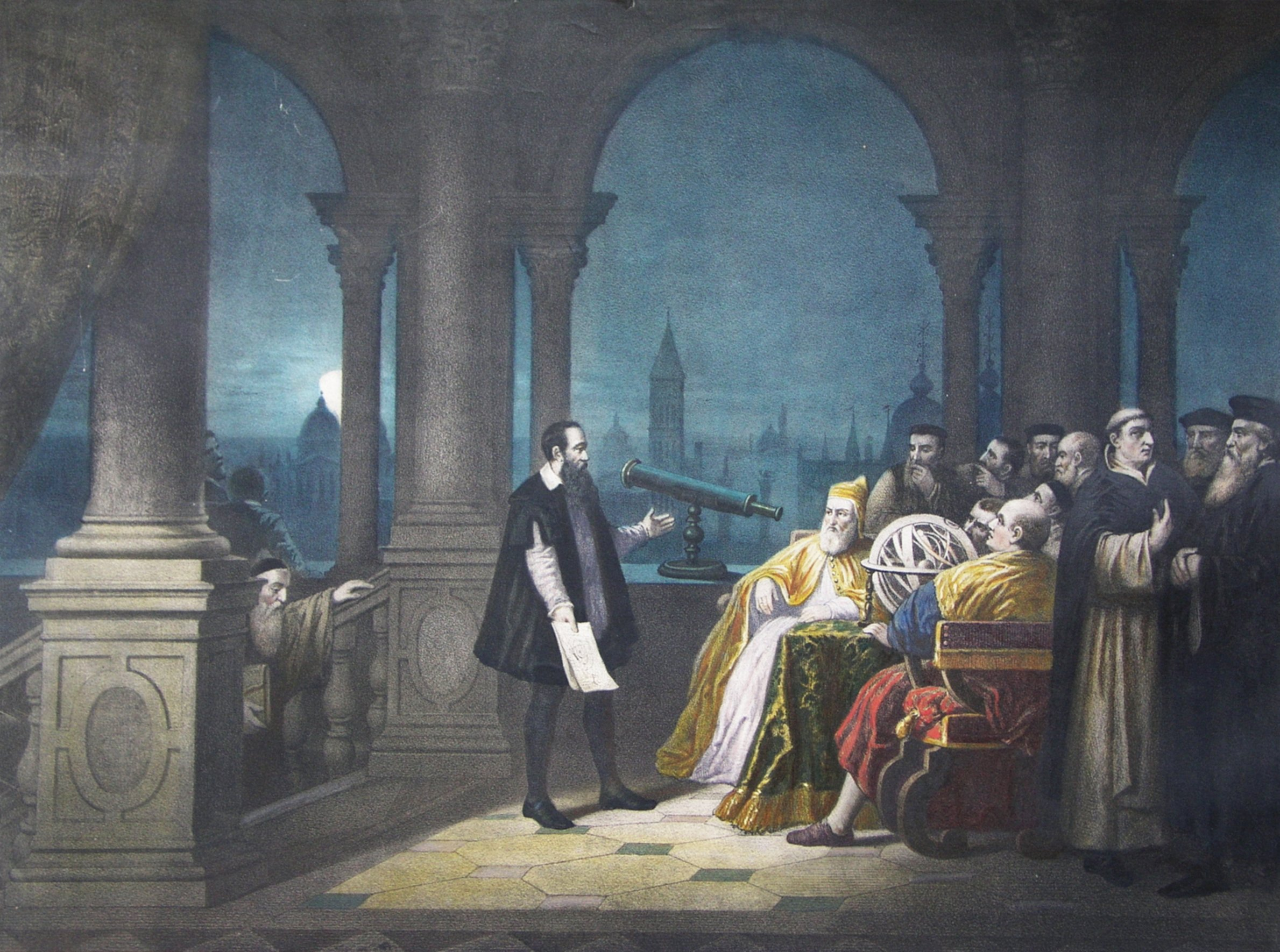
1609: Astronomul italian Galileo Galilei a inventat primul său telescop terestru cu refracție. Pictură din secolul al XIX-lea reprezentând pe Galileo Galilei prezentând telescopul său lui Leonardo Donato în 1609.

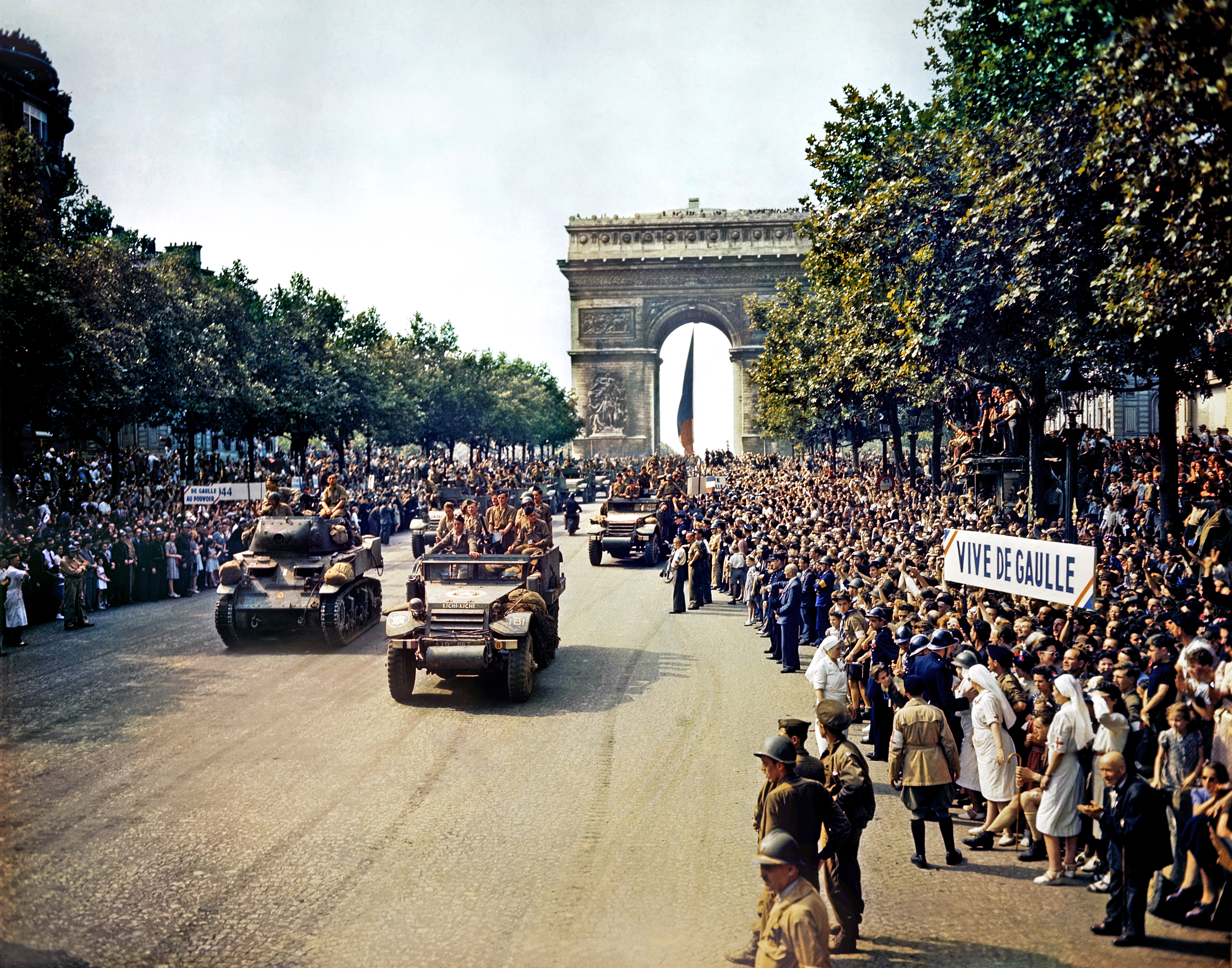
1944: Eliberarea Parisului. Parizienii întâmpină trupele eliberatoare din Divizia a 2-a blindate franceză care trec pe sub Arcul de Triumf.

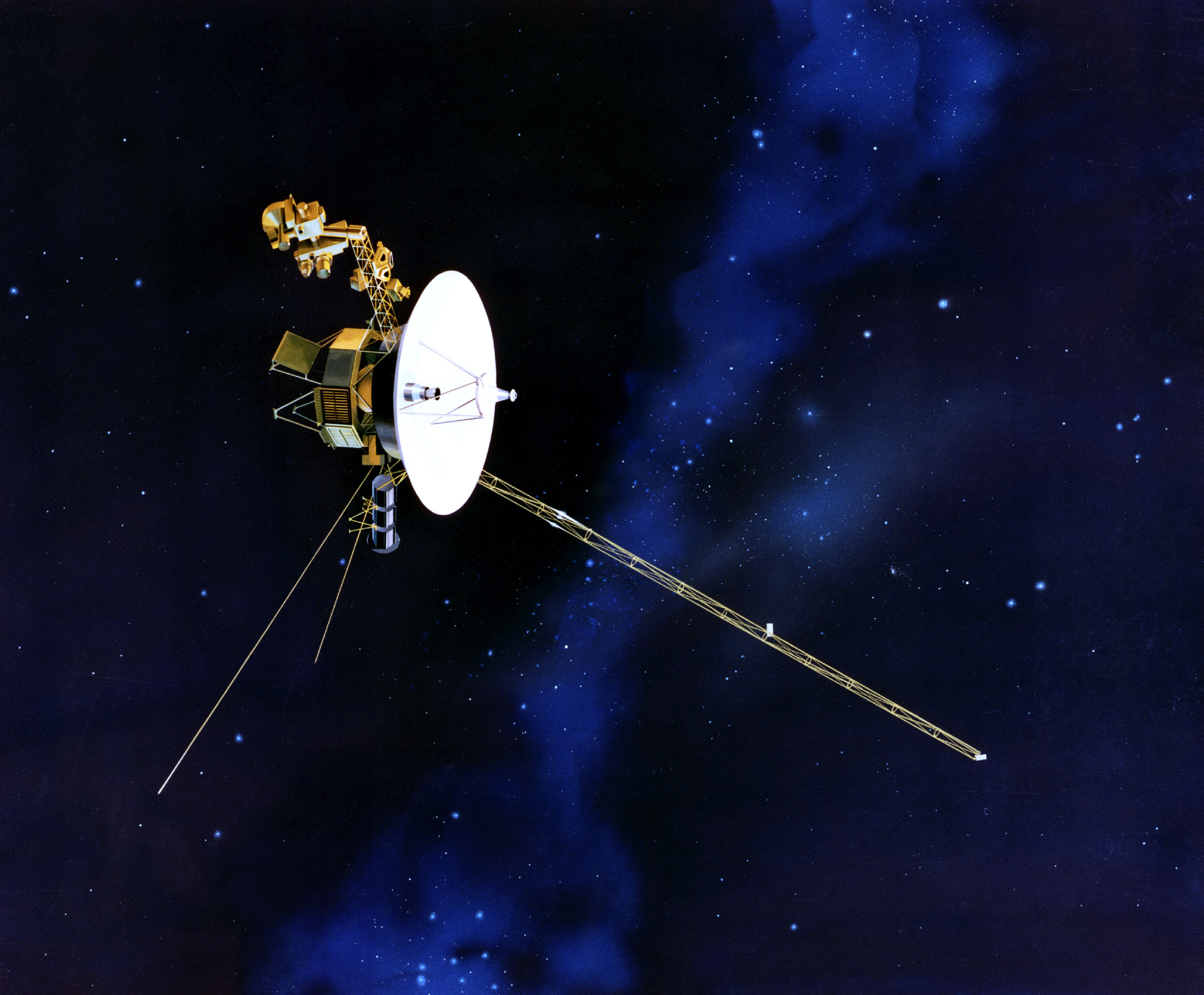
2012: Sonda spațială Voyager 1 intră în spațiul interstelar devenind primul obiect creat de om care a făcut acest lucru.

- 1270: Filip al III-lea, deși suferă de dizenterie, devine rege al Franței după moartea tatălui său Ludovic al IX-lea, în timpul celei de-a opta cruciade. Unchiul său, Carol I al Neapolelui, este obligat să înceapă negocieri de pace cu Muhammad I al-Mustansir, sultanul Tunisului.[1]
- 1580: Războiul de succesiune portugheză: victoria spaniolă în Bătălia de la Alcântara aduce Uniunea Iberică – Spania și Portugalia vor rămâne unite într-o uniune personală a coroanelor (rămânând formal independente și cu administrații autonome) pentru următorii 60 de ani, până în 1640.
- 1609: Astronomul italian Galileo Galilei demonstrează primul său telescop parlamentarilor venețieni.
- 1704: Trupe militare britanice sub conducerea amiralului George Roke ocupă strâmtoarea Gibraltar.
- 1758: Războiul de Șapte Ani: Frederic al II-lea al Prusiei înfrânge armata rusă în bătălia de la Zorndorf.
- 1768: James Cook începe prima sa călătorie.
- 1814: Casa Albă este distrusă de forțele britanice în timpul războiului din 1812.
- 1825: Uruguay își declară independența față de Brazilia.
- 1835: Ziarul The New York Sun publică primul articol „Great Moon Hoax”, din seria celor șase articole, care anunță descoperirea vieții și a civilizației pe Lună.
- 1861: 23 de persoane mor și alte 176 sunt rănite într-un accident feroviar în tunelul Clayton, Anglia. La acea vreme, a fost cel mai grav accident feroviar din istoria Marii Britanii.
- 1875: Căpitanul englez Matthew Webb a devenit prima persoană care a traversat înot Canalul Mânecii, călătorind de la Dover, Anglia, la Calais, Franța, în 21 de ore și 45 de minute.[2]
- 1891: Thomas Edison obține brevetul de invenție pentru filmul de 35 mm.
- 1912: După căderea dinastiei Qing și a ultimului împărat, Pu Yi, în China revoluționarul Sun Yat-sen fondează Kumitangul.
- 1914: Primul Război Mondial: Japonia declară război Austro-Ungariei.
- 1914: Primul Război Mondial: Biblioteca Universității Catolice din Leuven este distrusă în mod deliberat de armata germană. Sute de mii de volume de neînlocuit și manuscrise gotice și renascentiste se pierd.
- 1920: Armata poloneză a lui Józef Piłsudski a reușit să îndepărteze armatele rusești ce ocupau orașul Varșovia într-o bătălie ce s-a dovedit a fi decisivă în războiul polono-sovietic.
- 1929: Experimentarea cabinei catapultabile de avion construită în premieră de românul Anastasie Dragomir. Evenimentul a avut loc pe aeroportul Orly, Paris.
- 1940: Al Doilea Război Mondial: primul bombardament al Berlinului de către Forțele Aeriene Regale britanice.
- 1944: Al Doilea Război Mondial: Parisul este eliberat de aliați.
- 1954: Prima participare a României la Campionatele Europene de atletism, cu Iolanda Balaș pe locul second (1,65 m).
- 1960: Ediția a XVII-a a Jocurilor Olimpice moderne: Roma (25 august-11 septembrie).
- 1961: Președintele brazilian Jânio Quadros demisionează după doar șapte luni la putere, inițind o criză politică care culminează cu o lovitură de stat militară în 1964.
- 1966: Lansarea misiunii Apollo 3. A fost experimentată etapa finală a zborului selenar.
- 1988: Centrul istoric al Lisabonei este distrus de un incendiu.
- 1989: Sonda Voyager 2 a ajuns la maximă apropiere de Neptun (la 4.951 km), ultima planetă pe care a vizitat-o înainte de a părăsi Sistemul Solar.[3]
- 1991: Belarus își declară independența față de Uniunea Sovietică.
- 1991: Debutul pilotului de Formula 1 Michael Schumacher, în Marele Premiu al Belgiei.
- 1991: Linus Torvalds anunță prima versiune a ceea ce va deveni Linux.
- 1994: Ioan Stoica, inițiatorul jocului piramidal „Caritas”, este reținut de poliție sub acuzația de fals și înșelăciune.
- 2001: Haakon, Prințul Moștenitor al Norvegiei se căsătorește cu Mette-Marit Tjessem Høiby.
- 2006: Fostul prim-ministru al Ucrainei, Pavlo Lazarenko, este condamnat la nouă ani de închisoare pentru spălare de bani, fraudă bancară și extorcare.
- 2012: Sonda spațială Voyager 1 intră în spațiul interstelar devenind primul obiect creat de om care a făcut acest lucru.

## Nașteri
- 1530: Țarul Ivan al IV-lea al Rusiei (d. 1584)
- 1573: Elisabeta a Danemarcei, Ducesă de Braunshweig (d. 1626)
- 1707: Regele Ludovic I al Spaniei (d. 1724)
- 1730: Franz Xavier de Saxonia, prinț german, membru al Casei de Wettin  (d. 1806)
- 1744: Johann Gottfried Herder, scriitor german (d. 1803)
- 1767: Louis Antoine de Saint-Just, om politic francez (d. 1794)
- 1786: Regele Ludwig I al Bavariei (d. 1868)

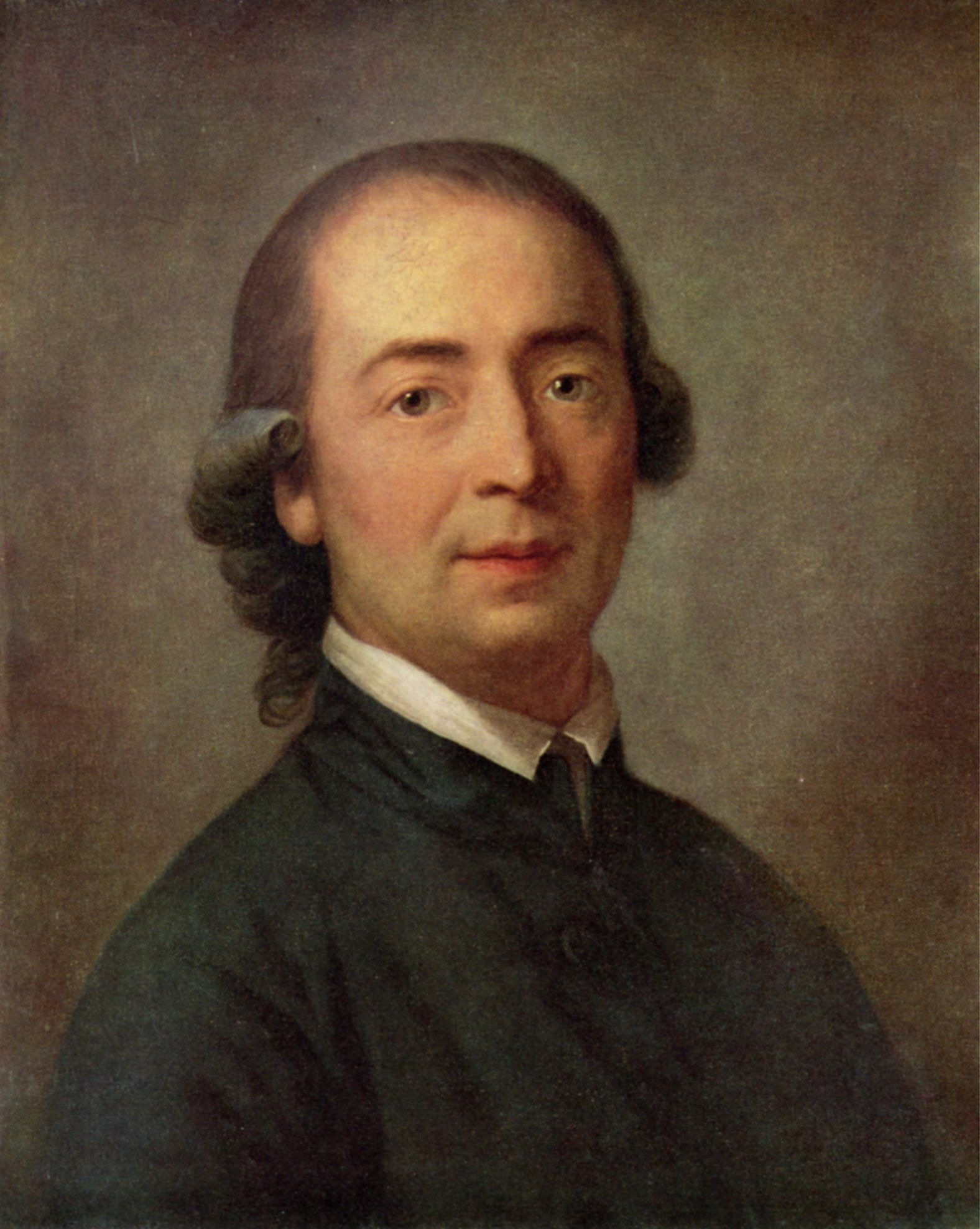
Johann Gottfried Herder, scriitor german
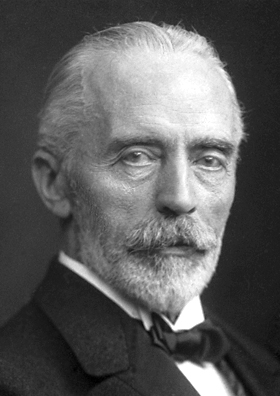
Emil Theodor Kocher, chirurg elvețian, laureat Nobel
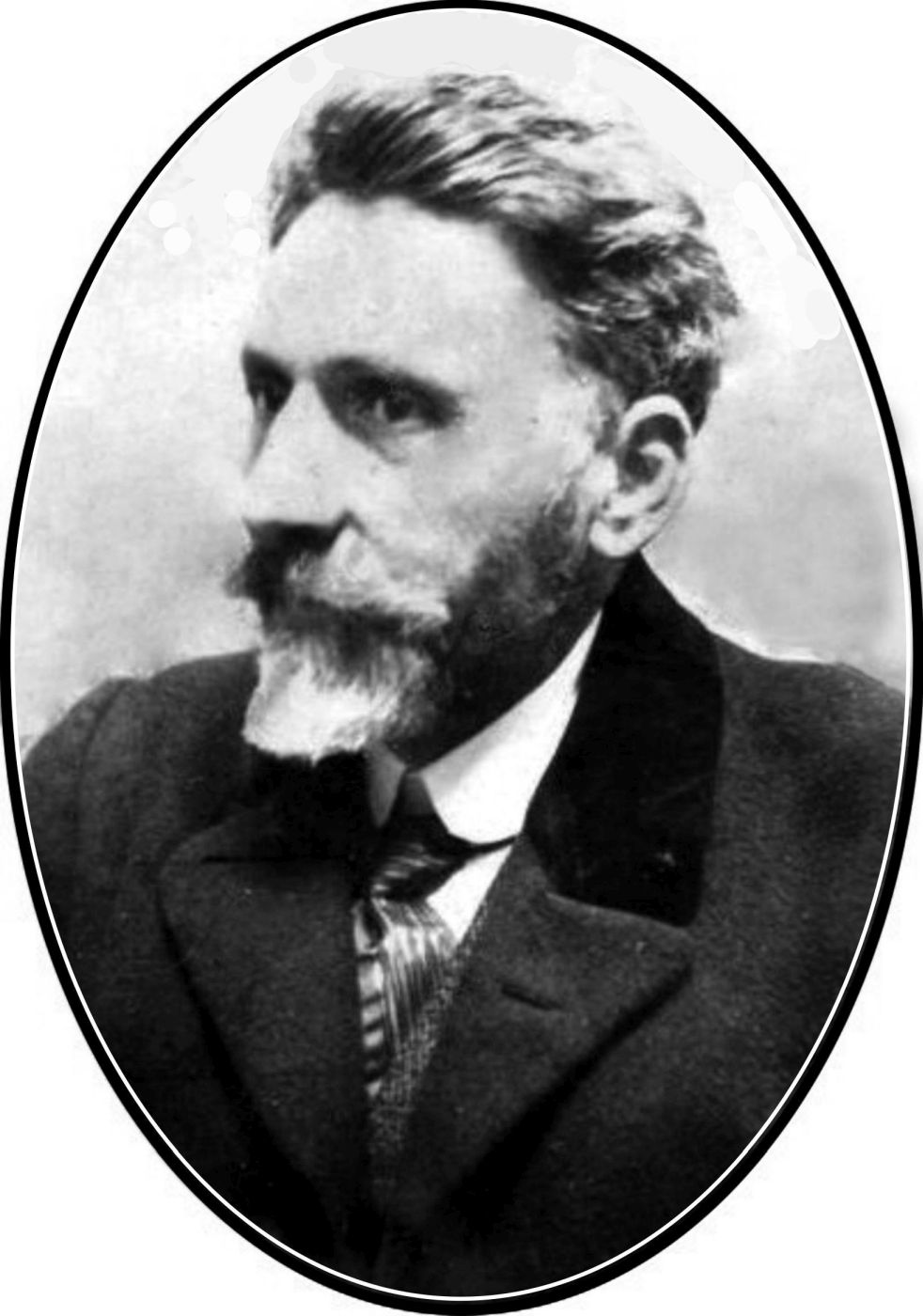
Artur Verona, pictor român

- 1819: Allan Pinkerton, scoțian care a fondat prima agenție de detectivi din SUA (d. 1884)
- 1821: Ernest Mouchez, astronom, hidrograf și contraamiral francez (d. 1892)
- 1841: Emil Theodor Kocher, chirurg elvețian, laureat al Premiului Nobel (d. 1917)
- 1845: Regele Ludwig al II-lea al Bavariei (d. 1886)
- 1850: Charles Richet, fiziolog francez, laureat Nobel (d. 1935)
- 1851: Alexandru, Prinț de Orania, fiul regelui Willem al III-lea al Țărilor de Jos (d. 1884)
- 1868: Artur Verona, pictor, membru fondator al Societății Tinerimea Artistică (d. 1946)
- 1873: Lucia Sturdza Bulandra, actriță română (d. 1961)
- 1887: Fartein Valen, compozitor din Norvegia (d. 1952)
- 1898: Helmut Hasse, matematician german (d. 1975)
- 1900: Hans Adolf Krebs, biolog germano-britanic, laureat al Premiului Nobel (d. 1981)
- 1902: Camil Baltazar (Leibu Goldstein), poet român (d. 1977)
- 1903: Simone Mareuil, actriță franceză (d. 1954)
- 1905: Ion Nestor, istoric și arheolog român (d. 1974)
- 1909: Michael Rennie, actor britanic (d. 1971)
- 1910: Yōko Mizuki, scenaristă japoneză (d. 2003)
- 1911: Ion C. Pena, publicist, poet, epigramist și prozator român (d. 1944)
- 1917: Ion Diaconescu, politician român (d. 2011)
- 1918: Leonard Bernstein, dirijor, pianist și compozitor american (d. 1990)
- 1925: Ludwig Schwarz, scriitor, dramaturg, traducător și jurnalist român de origine șvabă (d. 1981)
- 1928: Herbert Kroemer, fizician american, laureat Nobel (d. 2024)

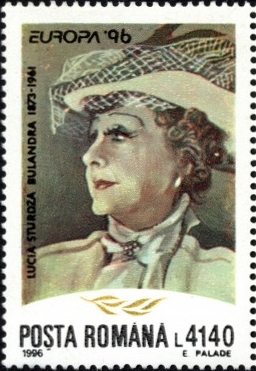
Lucia Sturdza Bulandra, actriță română
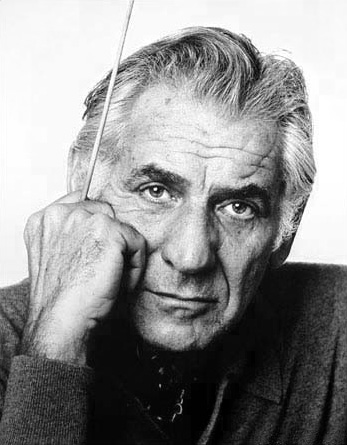
Leonard Bernstein, dirijor american
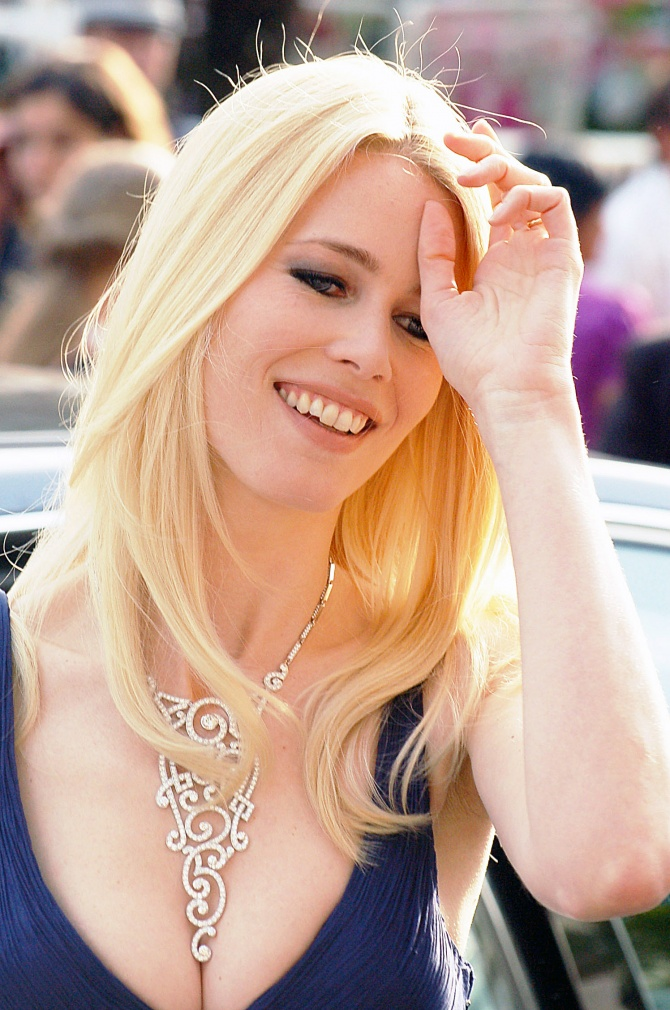
Claudia Schiffer, fotomodel german

- 1929: Pimen Zainea, cleric ortodox român (d. 2020)
- 1930: Sean Connery, actor britanic (d. 2020)
- 1930: András Csiky, actor român de origine maghiară (d. 2024)
- 1933: Rune Gustafsson, chitarist suedez (d. 2012)
- 1936: Hugh Hudson, regizor englez (d. 2023)
- 1936: Sebastian Papaiani, actor român de film, teatru, radio, televiziune și voce (d. 2016)
- 1938: Frederick Forsyth, scriitor englez
- 1951: Rob Halford, cântăreț-compozitor englez (Judas Priest, 2wo, Halford, și Fight)
- 1953: Maurizio Malvestiti, episcop romano-catolic al Diecezei de Lodi
- 1958: Tim Burton, regizor, scenarist și producător american de filme
- 1961: Yutaka Ikeuchi, fotbalist japonez
- 1961: Billy Ray Cyrus, actor și cântăreț american
- 1969: Ioan Isaiu, actor român
- 1970: Romică Andreica, politician român
- 1970: Claudia Schiffer, fotomodel și actriță germană
- 1974: Frédéric Belinsky, chitarist francez de jazz
- 1974: Tatjana Logvin, handbalistă austriacă de origine ucraineană
- 1979: Marlon Harewood, jucător englez de fotbal
- 1981: Jean-Julien Rojer, tenismen neerlandez
- 1982: Darly de Paula, handbalistă spaniolă de origine braziliană
- 1985: Kjetil Jansrud, schior norvegian
- 1987: Amy Macdonald, cântăreață britanică
- 1987: Tom Söderberg, fotbalist suedez
- 1987: Blake Lively, actriță americană
- 1990: Aras Bulut İynemli, actor turc

## Decese
- 0383: Grațian, împărat roman (n. 359)
- 1270: Regele Ludovic al IX-lea al Franței (n. 1214)
- 1471: Thomas a Kempis (n. 1379 / 1380); i se atribuie Imitatio Christi / Urmarea lui Hristos.
- 1482: Margareta de Anjou, regină a Angliei (n. 1429)

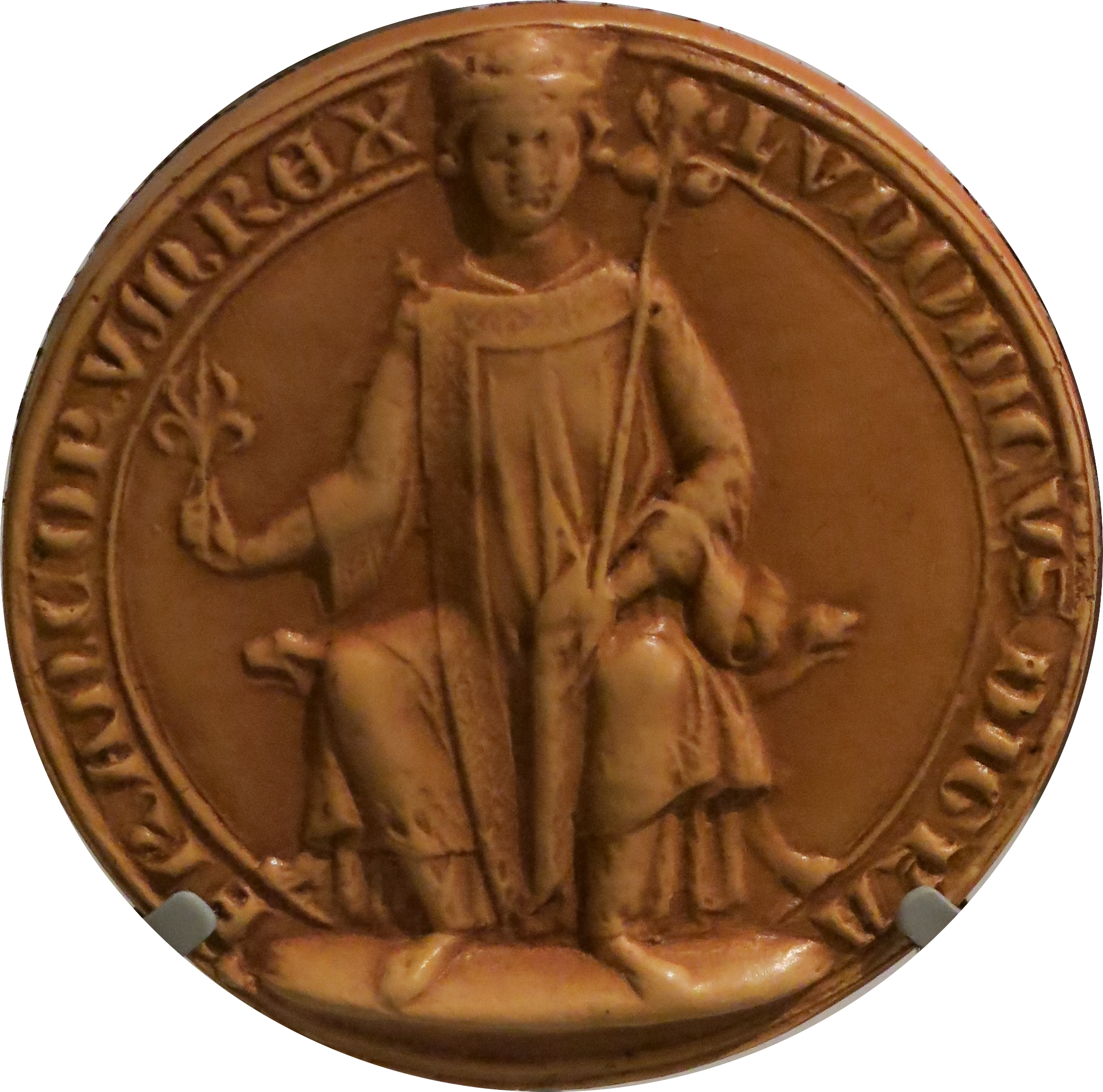
Ludovic al IX-lea al Franței
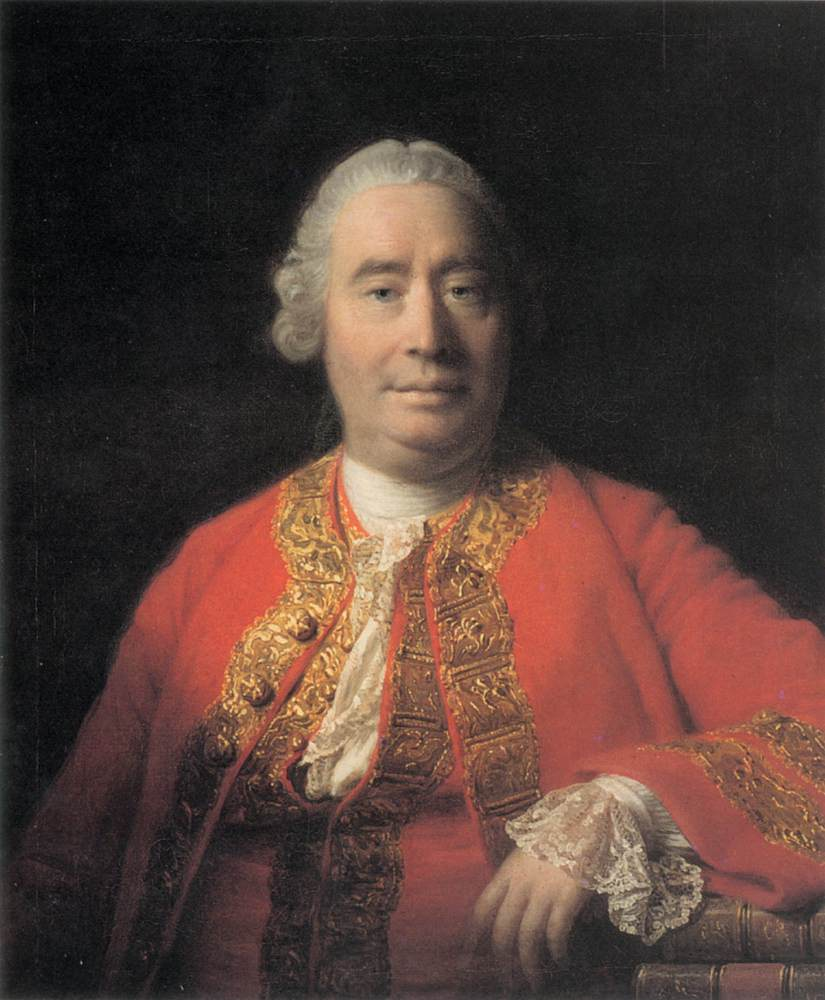
David Hume, filozof și istoric englez
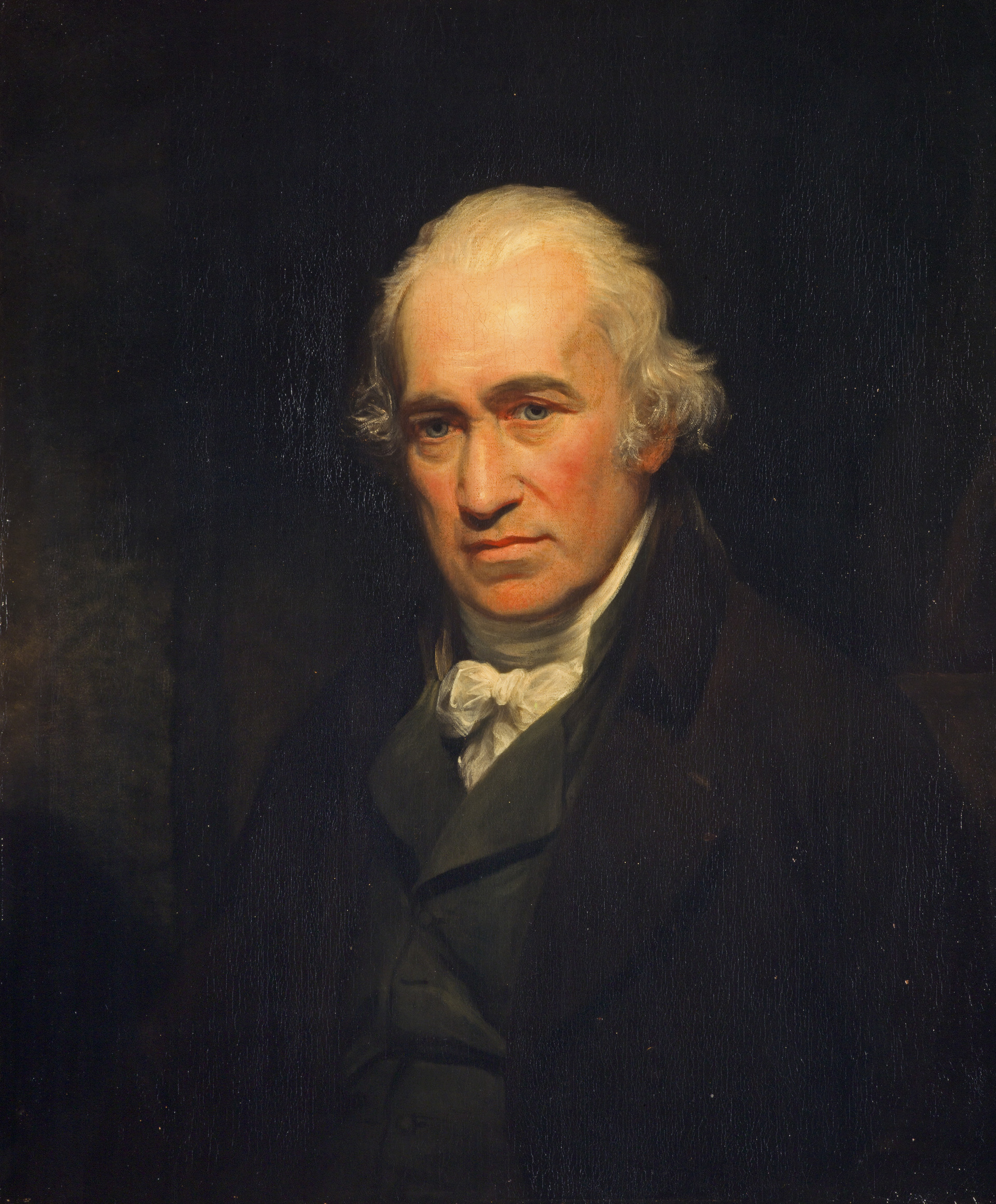
James Watt, inventator englez

- 1699: Christian al V-lea al Danemarcei și al Norvegiei (n. 1646)
- 1775: David Hume, filozof și istoric englez (n. 1711)
- 1805: Prințul William Henry, Duce de Gloucester și Edinburgh, fratele regelui George al III-lea (n. 1743)
- 1819: James Watt, inventator englez (n. 1736)
- 1822: Sir William Herschel, astronom german (n. 1738)
- 1867: Michael Faraday, fizician englez (n. 1791)
- 1900: Friedrich Nietzsche, filozof german (n. 1844)
- 1904: Henri Fantin-Latour, pictor francez (n. 1836)
- 1907: Bogdan Petriceicu Hasdeu, scriitor și filolog român (n. 1836)
- 1908: Antoine Henri Becquerel, fizician francez, laureat Nobel (n. 1852)
- 1940: Jean d'Orléans, duce de Guise (n. 1874)
- 1942: George, Duce de Kent, membru al familiei regale britanice (n. 1902)
- 1969: Harry Hammond Hess, geolog american (n. 1906)

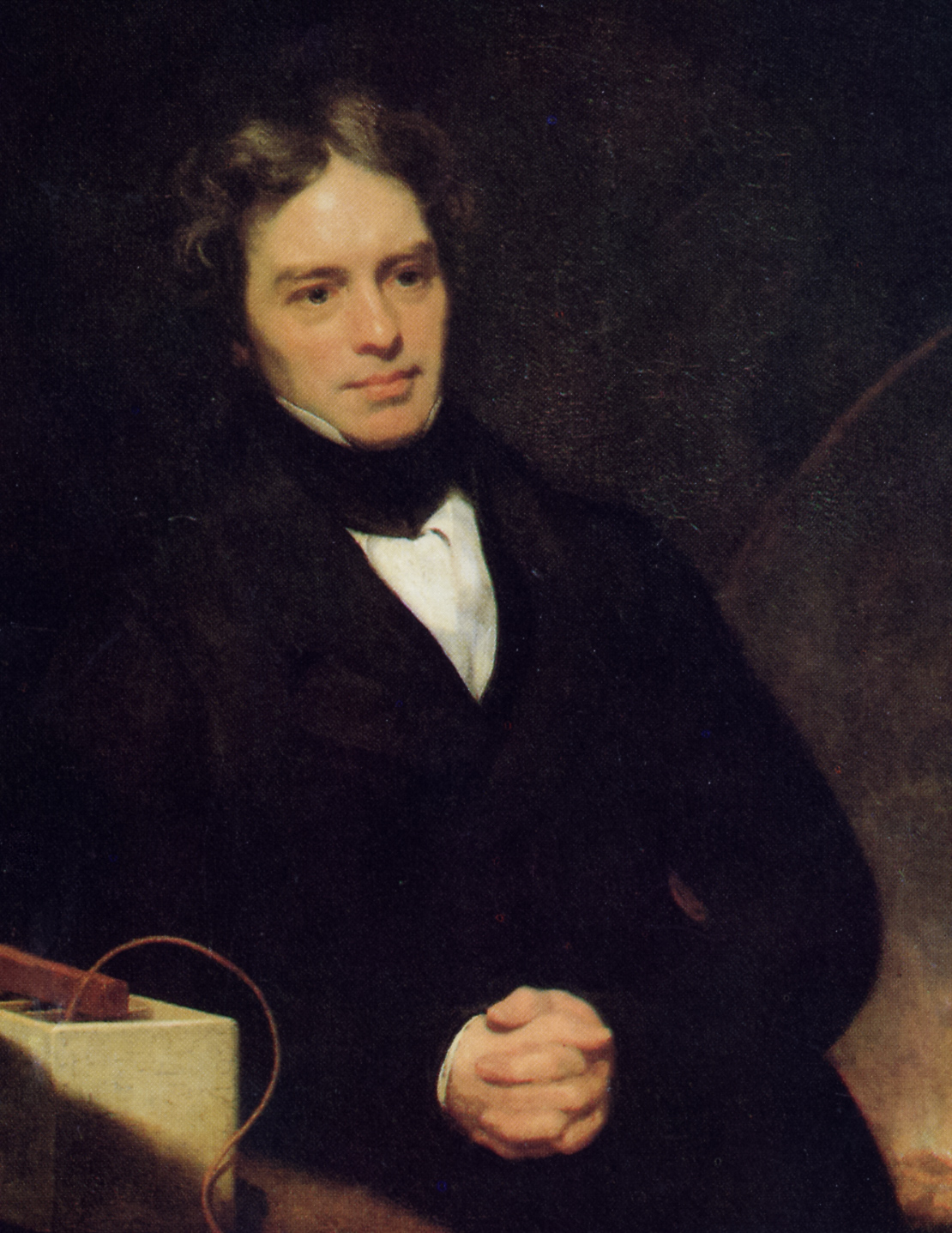
Michael Faraday, fizician englez
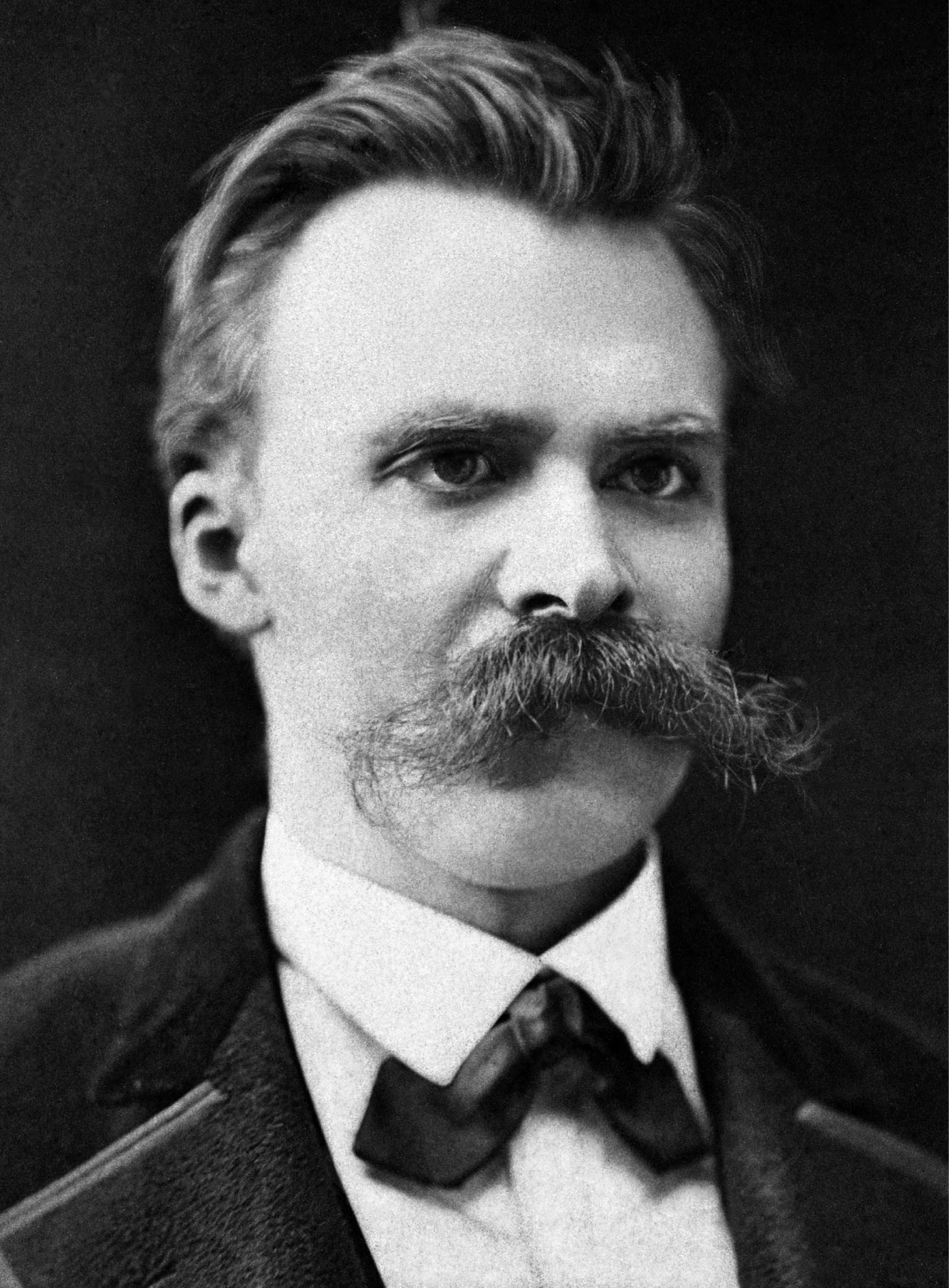
Friedrich Nietzsche, filozof german
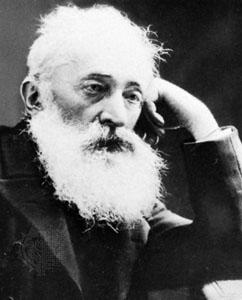
Bogdan Petriceicu Hasdeu, scriitor și filolog român

- 1975: John Ray Dunning, fizician american (n. 1907)
- 1975: Romulus Dianu, prozator, publicist, traducător și critic muzical (n. 1905)
- 1976: Eyvind Johnson, autor suedez, laureat Nobel (n. 1900)
- 1982: Anna German, cântăreață poloneză (n. 1936)
- 1984: Truman Capote, scriitor american (n. 1924)
- 1995: John Brunner, scriitor britanic (n. 1934)
- 2002: Dorothy Hewett, scriitoare australiană (n. 1923)
- 2009: Edward Kennedy, politician american (n. 1932)

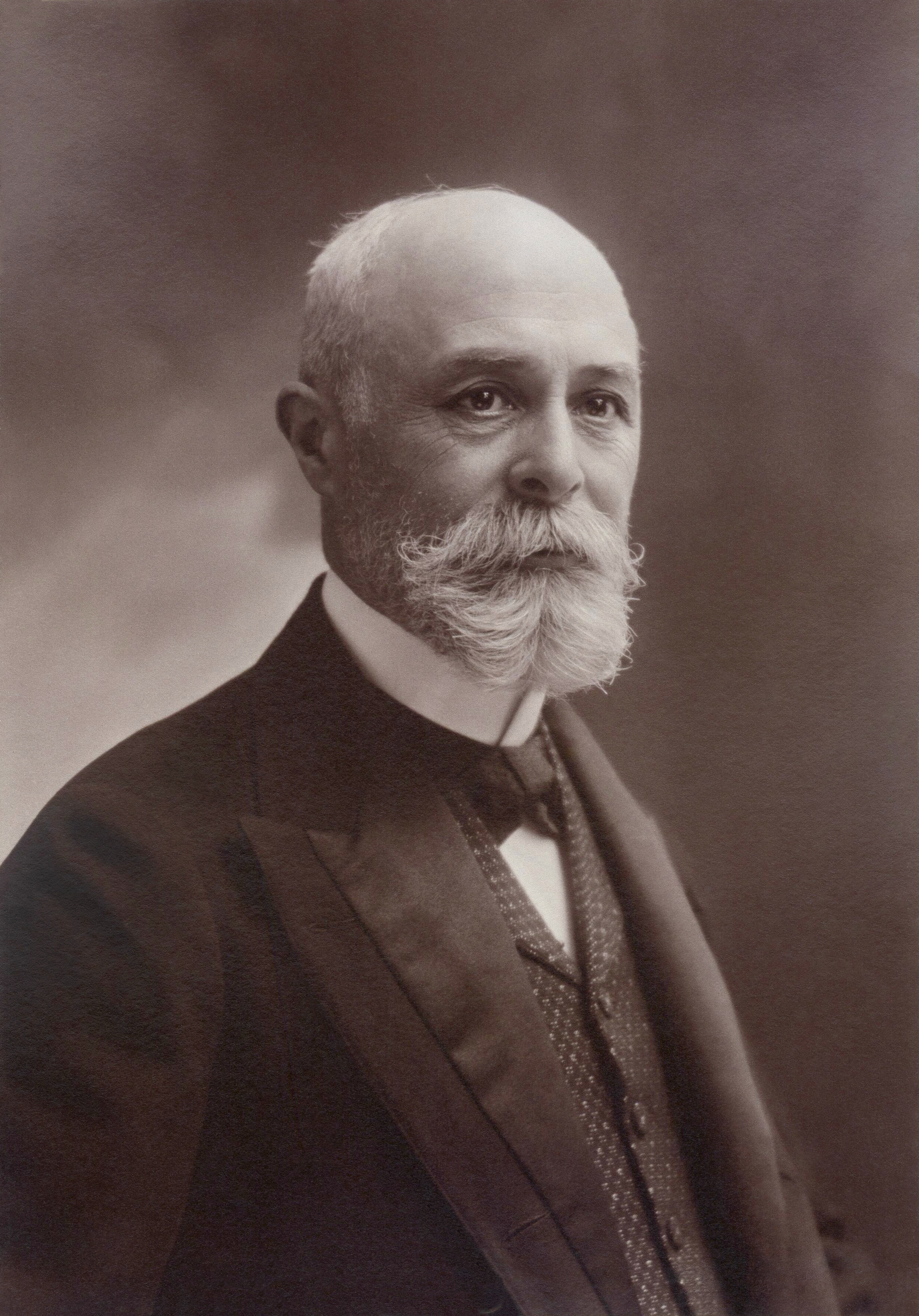
Antoine Henri Becquerel, fizician francez, laureat Nobel
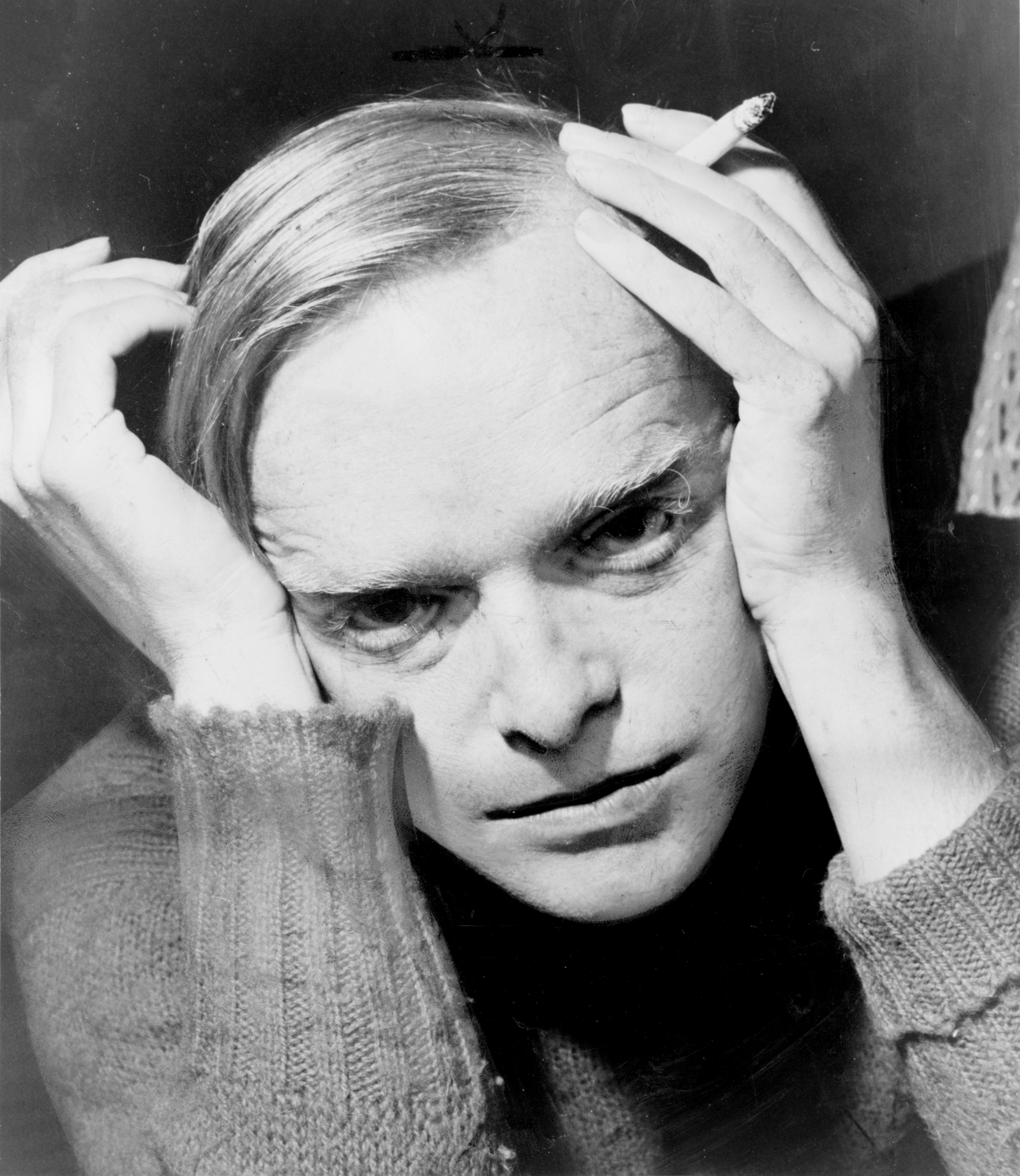
Truman Capote, scriitor american
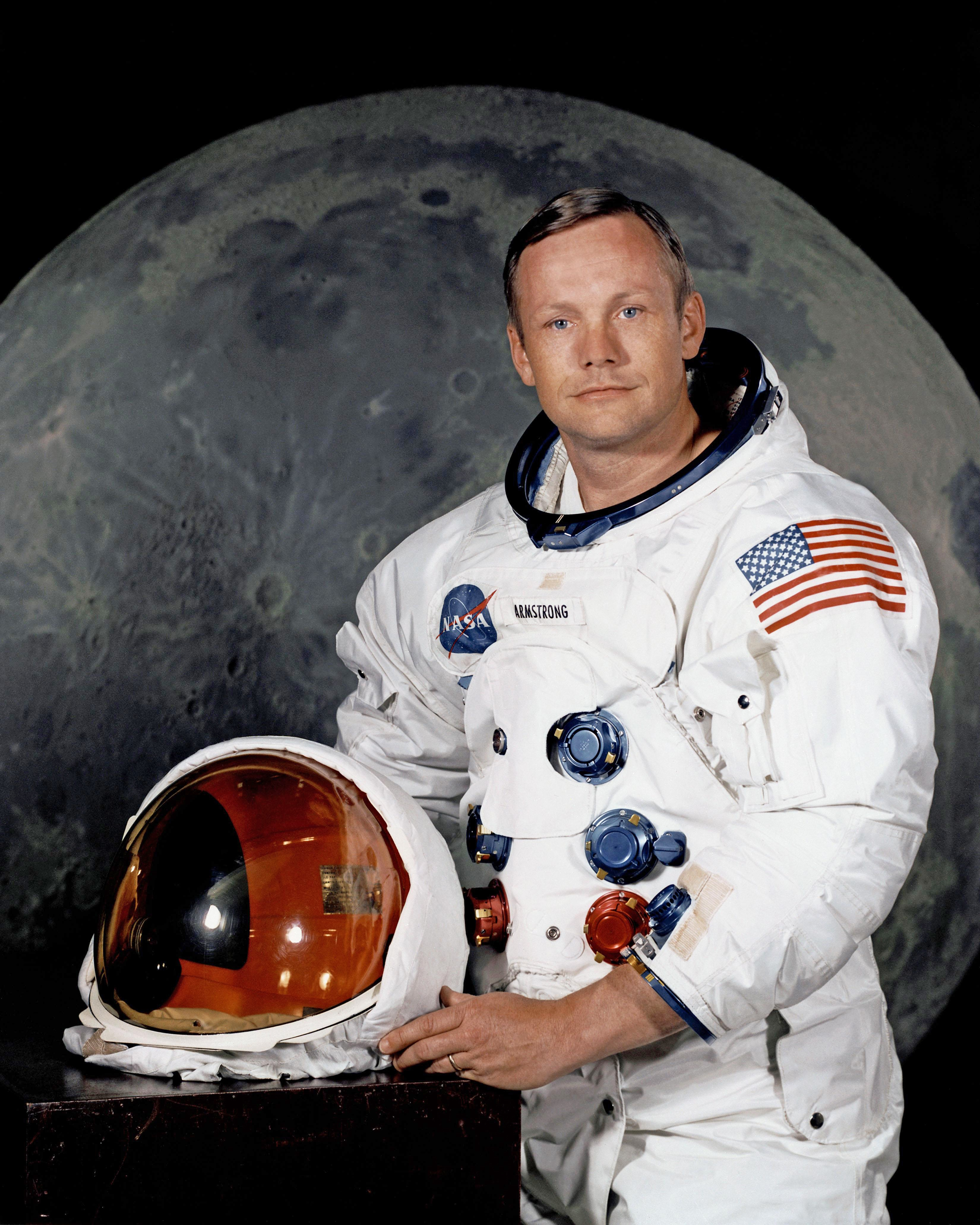
Neil Armstrong, astronaut american, primul om care a pășit pe Lună

- 2012: Neil Armstrong, astronaut american, primul om care a pășit pe Lună (Apollo 11, 1969), (n. 1930)
- 2013: Gylmar dos Santos Neves, fotbalist brazilian (n. 1930)
- 2016: James Watson Cronin, fizician american, laureat Nobel (n. 1931)
- 2018: John McCain, senator american (n. 1936)